# Frontera entre l'Iran i Oman
La frontera entre l'Iran i Oman és la frontera marítima que separa l'Iran d'Oman i és d'importància estratègica per a l'accés al Mar Roig.
Es va signar un primer tractat en 1974 que definia la separació en l'estret d'Ormuz amb la península de Musandam que forma un enclavament al sultanat. Fins 40 anys més tard no s'arribarà a un acord sobre el golf d'Oman.

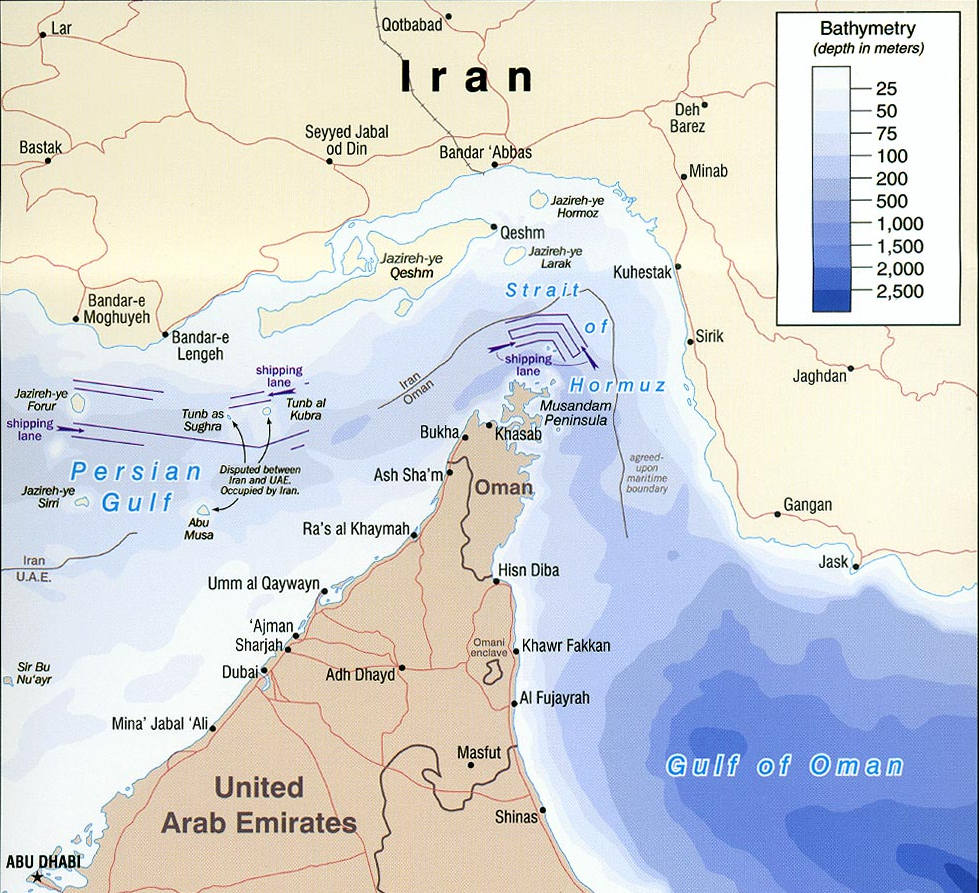
Estret d'Ormuz

## Estret d'Ormuz
En juliol de 1974 es va formalitzar un tractat amb una línia de demarcació en 22 punts
- Punt (0) : 26°14'45" N., 55°42'15" E.
- Punt (1) és el Punt més occidental que es troba a la intersecció de la línia geodèsica traçada entre el Punt (0) i el Punt (2) amb la línia de demarcació al llarg entre Oman i Ras Al-Khaimah
- Punt (2) : 26°16'35" N., 55°47'45" E.
- Punt (3) : 26°18'50" N., 55°52'15" E.
- Punt (4) : 26°28'40" N., 56°06'45" E.
- Punt (5) : 26°31'05" N., 56°08'35" E.
- Punt (6) : 26°32'50" N., 56°10'25" E.
- Punt (7) : 26°35'25" N., 56°14'30" E.
- Punt (8) : 26°35'35" N., 56°16'30" E.
- Punt (9) : 26°37'00" N., 56°19'40" E. situat a 12 milles de Larak
- Punt (10) : 26°42'15" N., 56°33'00" E. situat a 12 milles de Larak
- Punt (11) : 26°44'15" N., 56°41'00" E.
- Punt (12) : 26°41'35" N., 56°44'00" E.
- Punt (13) : 26°39'40" N., 56°45'15" E.
- Punt (14) : 26°35'15" N., 56°47'45" E.
- Punt (15) : 26°25'15" N., 56°47'30" E.
- Punt (16) : 26°22'00" N., 56°48'05" E.
- Punt (17) : 26°16'30" N., 56°47'50" E.
- Punt (18) : 26°11'35" N., 56°48'00" E.
- Punt (19) : 26°03'05" N., 56°50'15" E.
- Punt (20) : 25°58'05" N., 56°49'50" E.
- Punt (21) : 25°45'20" N., 56°51'30" E.
- Punt (22) és el Punt més al sud au sud que es troba a la intersecció de la línia geodèsica traçada entre el Punt (21) a un angle d'azimut de 190° i de la línia de demarcació al llarg entre Oman i Sharjah.

## Golf d'Oman
El 25 de maig de 2015 es va formalitzar un tractat amb una línia de demarcació en 55 punts.